# Athénée de Luxembourg
Athénée de Luxembourg is een school voor secundair onderwijs, gevestigd op de Campus Geesseknäppchen in Luxemburg-Stad. De school wordt wel De Kolléisch genoemd, een verwijzing naar de stichting in 1603 als Collège des Jésuites.

## Geschiedenis
De school werd in 1603 door de Jezuïeten gesticht als  Collège des Jésuites. Er lag een grote nadruk op het Latijn, als gebruikelijke diplomatieke taal, kunst, filosofie, natuurkunde en wiskunde. De school was gevestigd bij de collegiale kerk van de Jezuïten, de latere Cathédrale Notre-Dame de Luxembourg, in het centrum van de stad. De school begon met 200 leerlingen, 100 jaar later waren dat er bijna 900. In 2023 zijn het er rond de 1500.
Na gebeurtenissen als de opheffing van de Jezuïetenorde onder paus Clemens XIV , de inlijving bij Frankrijk, de onafhankelijkheid van het Groothertogdom Luxemburg en de hervorming van het onderwijs in de 19e eeuw is de school meerdere keren van naam veranderd:
- Collège des Jésuites (1603-1773)
- Collège royal (1773-1795)
- École centrale (1795-1802)
- École Secondaire (1802-1808)
- Collège municipal (1808-1814)
- Mittelschule für Jungen oder Gymnasium (1814/15)
- Athénée royal grand-ducal (1817-1890)
- Athénée grand-ducal (1890-1940)
- Athenaeum (1940-1945)
- Athénée de Luxembourg (1945-heden): Na de oorlog heette het college weer Athénée Grand-Ducal, later meestal gewoon Athénée de Luxembourg genoemd. Sinds 1964 staat het schoolgebouw aan de Geessenknäppchen.

## Oud-docenten en -leerlingen
Docenten
- Alphonse Arend
- Hubert Berg
- Michel Engels
- Marie-Paule Feiereisen
- Eugène Ferron
- Jean-Baptiste Fresez
- Ben Heyart
- Léopold Hoffmann
- Edmond Lux
- Pierre Maisonnet
- Pit Nicolas
- Jean Noerdinger
- Jean-Claude Salvi
- Jean Schaack
- Auguste Trémont
- Nicolas van Werveke

Leerlingen
- Alphonse Arend
- Hubert Berg
- Pierre Blanc
- Alexis Brasseur
- Joseph-Ernest Buschmann
- Pierre Droessaert
- Eugène Emringer
- Jean-François Eydt
- Eugène Ferron
- Edmond de la Fontaine
- Léon de la Fontaine
- Eugène Forman
- Jean-Baptiste Fresez
- Jean-Pierre Glaesener
- Michel Gloesener
- Ferdinand d'Huart
- Michel Jonas
- Léandre Lacroix
- Dominique Lang
- Michel Lentz
- Auguste Liesch
- François-Joseph Maisonnet
- Pierre-Joseph Maisonnet
- Émile Mayrisch
- Eugène Mousset
- Charles Mullendorff
- Joseph-Émile Muller
- Jean-Baptiste Nothomb
- Joseph Probst
- Marcel Reuland
- Michel Runau
- Joseph-Germain Strock
- Batty Weber
- Alphonse Weicker
- Nik Welter
- Jean-Baptiste Wercollier
- Auguste van Werveke
- Gust van Werveke
- Paul Wilwertz
- Auguste Wirion
- Luc Wolff